# Pays d'octobre
Pour plus de détails, voir Fiche technique et Distribution.
Pays d'octobre (titre original : Mississippi Blues) est un documentaire franco-américain coréalisé par Bertrand Tavernier et Robert Parrish et sorti en 1983.

## Synopsis
Un reportage dans le sud des États-Unis. Une expérience humaine et musicale scellée par une amitié forgée dès les années 1960 entre deux hommes de cinéma : l'un français et l'autre américain. « Il est des pays que l'on a déjà tellement explorés dans ses rêves, à travers des films et des livres, que s'y rendre tient tout à la fois du pèlerinage et de la découverte. Le Sud des États-Unis par exemple », murmure, en voix off, Bertrand Tavernier, à l'orée de cet émouvant voyage.

## Fiche technique
- Titre : Pays d'octobre
- Titre original : Mississippi Blues
- Réalisation et conception : Bertrand Tavernier, Robert Parrish
- Montage : Ariane Boeglin, Agnès Varigaud
- Son : Michel Desrois, Dominique Levert
- Cadre : Jean-Claude Vicquery
- Photographie : Pierre-William Glenn
- Production : Little Bear, Antenne 2, Université du Mississippi
- Pays d'origine :
  -  France
  -  États-Unis
- Format : Couleur, 35 mm
- Durée : 107 minutes
- Dates de sortie : 15 septembre 1983 au Festival international du film de Toronto ; 20 juin 1984 en France

## Commentaires
- Les entretiens entre Bertrand Tavernier, alors critique de cinéma et le cinéaste Robert Parrish ont débouché sur une histoire d'amitié et sur le rêve de l'Amérique du Vieux-Sud, celle de William Faulkner et de Mark Twain, celle du gospel et du blues, celle du peuple noir asservi. Le réalisateur de The Wonderful Country était lui-même issu de Columbus, en Géorgie, donc du Sud des États-Unis. « [...] J'avais neuf ans lorsqu'on a quitté cet endroit mais je me souviens encore des forçats qui travaillaient devant notre maison avec les gardes tenant un fusil de chasse et un parapluie, et parfois deux chiens à côté d'eux. [...] Je me rappelle des incidents qui m'ont marqué : quand j'allais à des revivals religieux. Les garçons blancs essayaient de s'y glisser... C'était presque une orgie religieuse », confia alors Robert Parrish[1]. Le réalisateur américain essaya bien d'écrire un livre sur cette enfance, mais en vain.
- Fort heureusement, le jour arriva où les deux hommes purent enfin  mettre en commun leurs souvenirs, vécus (pour Robert Parrish) ou rêvés (pour Bertrand Tavernier) et partir à l'aventure. « On est donc parti là-bas, on a tourné en désordre, sans plan, sans préméditation, sans hiérarchie. [...] Notre accord de base était fondé sur une seule clause : l'obligation faite aux contractants de rester amis une fois le film terminé. Le contrat a été respecté », dit à ce moment-là Robert Parrish[2].
- « Mississippi Blues est un film de rencontres. [...] de multiples personnages habitent ces paysages, ces maisons, ces églises, où s'aventure la caméra, que les cinéastes prennent le temps d'écouter et de filmer suffisamment pour éviter tout effet de pittoresque : le pasteur qui, autrefois, chantait le blues avant de rejoindre l'Église, ou cet homme qui évoque le combat des Noirs pour l'affirmation de leurs droits », écrit Jean-Dominique Nuttens[3]. C'est aussi un film habité par la musique. « Nous sommes allés [...] dans les endroits où sont nés B.B. King, John Lee Hooker, des tas d'artistes célèbres. Mais je ne voulais pas partir à la recherche des vedettes du blues, je voulais de la musique au quotidien. Je voulais prendre les gens sur le vif, montrer le rapport entre cette musique, jouée et chantée par des amateurs, et la vie de tous les jours [...] », affirme Bertrand Tavernier[4].
- Des images comme des propos du film émanent « la sensation d'un monde qui meurt », juge Jean-Dominique Nuttens[3]. Cette impression est accrue par le fait que Mississippi Blues est tourné en automne. Le film s'achève d'ailleurs sur cette phrase de William Faulkner : « Le passé n'est pas mort. Il n'est même pas encore passé. »
- Vingt-cinq ans plus tard, Bertrand Tavernier adaptera un polar de James Lee Burke, Dans la brume électrique, situé vers le Mississippi, « vers un fleuve qui charrie les rêves de l'Amérique depuis Mark Twain et son Huckleberry Finn jusqu'à Eudora Welty dans Mariage au delta, extraordinaire peinture d'un monde en train de disparaître. »[3] On retrouvera dans cette fiction troublante, filmée par Bruno de Keyzer, les mêmes qualités « d'intégration des personnages dans un décor, un paysage, un monde. »[3]